# Celtis philippensis
Celtis philippensis là một loài thực vật có hoa trong họ Cannabaceae. Loài này được Blanco mô tả khoa học đầu tiên năm 1837.